# Isar
Isar je řeka v Rakousku (Tyrolsko) a v Německu (Bavorsko). Má délku 295 km. Povodí má rozlohu 8370 km².

## Průběh toku
Pramení v Karwendelu v Tyrolských Alpách a protéká převážně Bavorskem. Ústí zprava do Dunaje.

## Vodní režim
Průměrný průtok vody v ústí činí 175 m³/s. V létě dochází k povodním, zatímco v zimě hladina řeky klesá.

## Využití
Na řece byla vybudována kaskáda vodních elektráren. Využívá se k plavení dřeva. Leží na ní města Mnichov, Freising, Landshut, Bad Tölz, Moosburg an der Isar, Dingolfing, Landau an der Isar, Plattling.
Řeka Isar posloužila v roce 1946 jako místo, kde byl rozprášen popel mrtvol představitelů nacistického Německa, kteří byli odsouzeni při Norimberském procesu.